# Trnava (Gornji Bogićevci)
Trnava je naseljeno mjesto u Republici Hrvatskoj u općini Gornji Bogićevci u Brodsko-posavskoj županiji.

## Zemljopis
Trnava se nalaze zapadno od Nove Gradiške i istočno od Gornjih Bogićevaca, susjedna naselja su Smrtić na zapadu, Medari na istoku, Dragalić na jugu i Mašićka Šagovina na sjeveru.

## Stanovništvo
Prema popisu stanovništva iz 2001. godine Trnava je imala 213 stanovnika, od čega 150 Hrvata i 54 Srbina. 
| broj stanovnika | 202   | 216   | 264   | 381   | 399   | 413   | 430   | 476   | 422   | 415   | 459   | 484   | 471   | 414   | 213   | 178   | 150   |
|                 | 1857. | 1869. | 1880. | 1890. | 1900. | 1910. | 1921. | 1931. | 1948. | 1953. | 1961. | 1971. | 1981. | 1991. | 2001. | 2011. | 2021. |